# Вымичи
Вы́мичи (коми емватас, от коми Емва — «река Вымь») — этнографическая группа коми.
Проживают в бассейне правого притока реки Вычегда — Вымь — в Княжпогостском и Усть-Вымском районах Республики Коми.
Оформилась около X — XIV веков на основе коренного древнепермского населения, летописной перми вычегодской. В XV — XVII веках сильное влияние оказало пришлое русское население, шедшее через данные места в Сибирь, а также начавшее в XVII веке разработки соляных промыслов у села Серёгово.
В результате сформировался вымский диалект коми-зырянского языка с соответствующим русским влиянием.
Антропологически присущ европеоидный восточно-балтийский тип.